# Signal faible
Le concept de "signaux faibles" a été conçu dans les années 1970 par Igor Ansoff. Cet ancien consultant pour Lockheed et la Rand Corporation  développe ce concept dans le cadre de ses enseignements sur le management stratégique à l'Université Vanderbilt. Les signaux faibles sont les éléments de perception de l'environnement, opportunités ou menaces, qui doivent faire l'objet d'une écoute anticipative, appelée veille, dans le but de participer à l'élaboration de choix prospectifs en vue d'établir une stratégie, et de réduire l'incertitude. On constate une extension de l'usage de la notion de « signal faible », dont la pertinence reste interprétative.

## Définition
Selon Igor Ansoff, le fondateur de ce concept, la méthodologie utilisant les signaux faibles, le Strategic Early Warning System  (SEWS) va consister dans l'analyse d'informations partielles et fragmentaires fournies par l’environnement. Cette analyse se fait parfois en complémentarité d'une analyse des grandes tendances. Les signaux faibles sont des signaux à faible fréquence, voire des signaux non apparents mais déduits d'une information ou d'un fait. Le SEWS ne se limite pas à l'analyse géopolitique et technologique mais de plus en plus à l'analyse financière.  
L'importance des signaux faibles n'est pas dans leur perception qui se fait rarement au premier degré, mais dans ce qu'ils déclenchent comme réactions contrastées et contribuent à imaginer des scénarios dynamiques. Contrairement aux idées reçues, les signaux faibles sont surtout des extrapolations de déductions notamment dans des sens a priori impossibles, voire détestables. Plus concrètement, capter des signaux faibles consiste à dépasser un premier niveau d'apparences, d'informations ou de réactions pour chercher des données « augmentées ». Les techniques journalistiques de recueil et de traitement de l'information utilisées dans cet objectif permettent de collecter de nombreuses données. Celles-ci doivent ensuite être validées et ré-interrogées avant de servir à bâtir une stratégie de développement ou de management.

## Détection
La détection des signaux faibles fait l'objet de différents processus de veille en entreprise : veille technologique, concurrentielle, commerciale et environnementale, sociale, sociétale... ainsi que d'intelligence économique. Les signaux faibles se détectent aussi en dehors de toute logique d'entreprise ce qui permet de compléter la veille par de l'éveil. La détection de signaux faibles est un travail nécessaire des entreprises et organisations : le principal risque pour elles est de ne pas prendre de risques.

## Signaux faibles et développement durable
Les informations liées au contexte des entreprises se présentent souvent, du point de vue du développement durable, comme un ensemble de signaux « faibles » (quelquefois forts !) que l'intelligence économique doit être amenée à prendre en compte en les restructurant. Pour une entreprise, ou même pour un organisme public, une stratégie efficace pour répondre aux enjeux sociétaux est d'identifier les opportunités et les menaces liées à ces signaux « faibles ». Il s'agit donc de mettre en place une analyse SWOT (en français : forces, faiblesses, opportunités, menaces).